# Moyenneville (Oise)
 Moyenneville  es una población y comuna francesa, en la región de Picardía, departamento de Oise, en el distrito de Clermont y cantón de Saint-Just-en-Chaussée.

## Demografía
| 463 | 463 | 457 | 429 | 504 | 526 |
| Para los censos de 1962 a 1999 la población legal corresponde a la población sin duplicidades (Fuente: INSEE [Consultar]) |     |     |     |     |     |